# Квалификације за Светско првенство у рукомету 2009.
Квалификације за Светско првенство у рукомету 2009. одигране су свим регионалним савезима ИХФ-а у току 2008. године. На Светском првенству учествују 24 националне репрезентације.
Директан пласман обезбедиле су:
- Домаћин :  Хрватска
- Актуелни светски првак:  Немачка
- Прве три репрезентација са последњег Европског првенства 2008. године: 1.  Данска, 2.  Хрватска, 3.  Француска

Пошто се другопласирана репрезентација Хрватске већ квалификовала као домаћин, а четвртопласирана Немачка као светски првак, за Светско првенство 2009. квалификовала се петопласирана репрезентација Шведске.

## Квалификације по регионима

### 1. Европа
Европа (ЕХФ) даје укупно 14 учесника. Пет се квалификовало директво, а осталих 9 се добило кроз квалификације у којима је учествовала 21 репрезентација које нису учествовале на Европском првенству 2008. у Норвешка|Норвешкој. Играле су у седам група од 2 до 20. јануара. Сви победници група су се квалификовали за доигравање (плеј оф) који се одржало у јуну 2008. године. Тамо их је чекело 11 екипа са Европског првенства које се својим пласманом на Европском првенству нису успеле квалификовати за Светско првенство 2009.

### 2. Панамеричка зона
Панамеричка зона ПАХТФ даје укупно три представника за Светско првенство. Прво је одржано првенство Северне Америке и Кариба 5 — 9. новембра 2007. на Куби. Три првопласиране екипе су учествовале на Пан Америчком првенству од 24 до 28 јуна 2008. у Бразилу, са којег су се прве три репрезентације пласирале на Светско првенство.

### 3. Афричка зона
Афричка зона КАХФ учествује на Светском првенству са три репрезентације. Квалификације су Афрички куп нација 2008. који се одржао од 7 — 10. јануара 2008. у Анголи. Играло је 8 репрезентација, а а квалификовале су се прве три.

### 4. Азијска зона
Азијска зона АХФ учествује са три екипе на Светком првенству. То су победници квалификација које су одржане у Исфахану у Ирану од 17 до 25. фебруара 2008. уз учешће 10 репрезентација.

### 5. Океанија
Океанија или ОХФ на Светско прввенство шаље једног представника. То би требало да буде победник Океанијког купа нација у рукомету 2008. односно првенство рукометних репрезентација земаља Океаније, које је ове године био и квалификациони турнир за пласман на Светско првенство 2009. Такмичење се одржало од 7 до 10. априла 2008. уз учешће четири репрезентције у Велингтону Новом Зеланду.
Океанијски куп нација 2009. је први пут у историји овог такмичења освојила репрезентација Нове Каледоније, али је на првенство у Хрватску путовала другопласирана Аустралија јер Нова Каледонија није независна држава.

## Квалификовани
После одржаник квалификација у свих пет регионалних федерација за Светско првенству 2009. Хрватској су се квалификовале:
| Африка (КАХФ)          | Америке (ПАТХФ)           | Азија (АХФ)                               | Европа (ЕХФ) | Океанија (ОХФ) |
| ---------------------- | ------------------------- | ----------------------------------------- | --- | -------------- |
| Египат · Тунис · Алжир | Бразил · Аргентина · Куба | Јужна Кореја · Кувајт · Саудијска Арабија | Хрватска · Немачка · Данска · Француска · Шведска · Република Македонија · Норвешка · Пољска · Румунија · Русија · Хрватска · Србија · Словачка · Шпанија · Мађарска | Аустралија     |